# شکفتن در مه
شکفتن در مه عنوان مجموعه شعری است از احمد شاملو شاعر معاصر ایرانی. از مهم‌ترین شعرهای این کتاب می‌توان به که زندان مرا بارو مباد، صبوحی، و سرود برای مرد روشن... اشاره کرد.